# Fearless (canción de Pink Floyd)
"Fearless" (Sin miedos) es la tercera canción de Meddle, el sexto álbum de estudio del grupo de rock progresivo Pink Floyd. El ritmo lento y acústico se debe al hecho de que David Gilmour y Roger Waters compusieron la canción con guitarra afinada a la española en la escala de Sol mayor. Waters toca la guitarra acústica en la versión de estudio, además de su parte como bajista de la banda.
Durante el principio y el final de la canción, se superpone un fonograma de aficionados de la tribuna del equipo de fútbol de Liverpool cantando "You'll Never Walk Alone". Esta canción originalmente compuesta por Rodgers y Hammerstein se transformó en el himno del Liverpool F.C. a través de la versión de  Gerry & The Pacemakers que obtuvo el puesto máximo en los listados de música. Por su parte, Roger Waters es de hecho, un firme seguidor del Arsenal F.C..
La canción es reconocida como un éxito de la banda, fue lanzada como lado B del sencillo One of These Days. El título deriva de una expresión coloquial del fútbol en Inglaterra que significa "increíble", que se transformó en un cliché durante las giras de la banda.

## Personal
- David Gilmour - Guitarra y voz
- Roger Waters - Guitarra acústica y bajo
- Richard Wright - Piano
- Nick Mason - Batería y percusión

junto a:
- Aficionados de la tribuna del Liverpool F.C. - Coreando "You'll Never Walk Alone"

## Otras versiones
- Fish, Songs from the Mirror (álbum de versiones, 1993)
- Tom Freund, A Fair Forgery of Pink Floyd (álbum tributo, 2003)
- Low, A Lifetime of Temporary Relief: 10 Years of B-Sides and Rarities (2004)
- String Cheese Incident, Live at Asheville (2004)
- The Ohsees, OCS 2 (2004)
- Mary Lou Lord, Baby Blue (2004)
- Shadow Gallery, Room V (2005), como parte del medley de Pink Floyd "Floydian Memories"
- Ambulance LTD, New English EP (2006)
- Marco Benevento, Live at Tonic (2007)
- Gov't Mule, tocada por primera vez el 10/31/2008, durante su Mule-O-Ween Pink Floyd Set
- Umphrey's McGee, versionada en numerosos conciertos